# Fonction de masse (système binaire)
Pour les articles homonymes, voir fonction de masse.
En astronomie, la fonction de masse est une quantité déduite des observations qui permet de mettre des contraintes sur la masse d'une des composantes d'un système binaire quand on peut mesurer le mouvement de l'autre composante. Plus précisément, elle permet de mettre une limite inférieure à la masse d'une des deux composantes.
Cette quantité est particulièrement importante pour la détermination de la nature exacte d'une des composantes d'un tel système binaire dans le cas où celle-ci est un objet compact (étoile à neutrons ou trou noir), car elle peut permettre une détection a priori sans ambiguïté d'un trou noir : il existe en effet une limite supérieure à la masse d'une étoile à neutrons, et la fonction de masse permettant de mettre une limite inférieure à la masse d'un objet, si elle se trouve supérieure à la limite supérieure de masse de étoiles à neutrons (située entre 2 et 3 masses solaires suivant les différents modèles décrivant l'équation d'état qui règne au centre de tels astres), alors on a une preuve relativement directe de l'existence d'un trou noir. Le premier candidat trou noir avoir ainsi été détecté est Cygnus X-1 dans le courant des années 1970.

## Formule
Dans un système binaire dont on n'observe qu'une composante, on peut observationnellement déterminer la période orbitale du système Porb, ainsi que la vitesse de la composante visible K2, par effet Doppler-Fizeau. Cette vitesse mesurée ne correspond pas à la vitesse vraie de l'étoile, mais à la projection de celle-ci le long de la direction d'observation. La fonction de masse est définie par la quantité
{\displaystyle f={\frac {P_{\mathrm {orb} }K_{2}^{3}}{2\pi G}}},
G étant la constante de Newton, et est relié à la masse {\displaystyle M_{1}} de la composante invisible par
{\displaystyle {\frac {P_{\mathrm {orb} }K_{2}^{3}}{2\pi G}}={\frac {M_{1}^{3}}{(M_{1}+M_{2})^{2}}}\sin ^{3}i={\frac {M_{1}}{(1+q)^{2}}}\sin ^{3}i},
q étant le rapport des masses de la composante visible à la composante invisible {\displaystyle M_{2}/M_{1}} et i l'inclinaison du plan de l'orbite par rapport à la ligne de visée.
Cette quantité est appelée fonction de masse. Elle est toujours inférieure à la masse {\displaystyle M_{1}}.

## Exemples d'utilisation
En pratique, des contraintes supplémentaires sur la masse peuvent être trouvées, par exemple si l'on arrive à déterminer la masse {\displaystyle M_{2}}, par exemple à partir de données spectroscopique permettant de déduire le type spectral de l'astre. Une autre possibilité est d'observer par astrométrie de déplacement de cet astre. Enfin, dans le cas où les deux astres sont en orbite serrée, des contraintes supplémentaires peuvent être trouvées selon que l'on observe ou non un phénomène d'éclipse entre les deux astres. En particulier, si l'on a un compagnon invisible qui est un objet compact en orbite autour d'une étoile massive, une orbite serrée permet de contraindre l'inclinaison du plan orbital du système selon que le phénomène d'éclipse (du compagnon sombre ou de son disque d'accrétion) se produit. La binaire X à forte masse LMC X-1 donne un exemple de ceci : ce système comporte une étoile massive dont le type spectral (O7-9 III) induit une masse supérieure à 4 masses solaires. Cependant, l'extension spatiale d'une telle étoile couplée à la période orbitale relativement brève permet de déduire que l'inclinaison du plan orbital est faible, sans quoi un phénomène d'éclipse serait observée. Il en résulte que la masse du compagnon sombre est très significativement supérieure à la valeur minimale déduite de la fonction de masse, passant de 0,14 masse solaire à près de 6 masses solaires (voir l'article LMC X-1 pour plus de détails).
Plus d'une quinzaine de systèmes binaires dont une des composantes est invisible est de masse élevée est recensée à ce jour (2006). Ce sont parmi les meilleurs candidats de trou noir stellaire.